# 박세동
박세동(朴世東, 1913년 3월 4일 ~ 1964년)은 대한민국의 정치인이다. 제2대 국회의원을 지냈다.

## 이력
- 니혼 대학 법과 졸업
- 광업평론사 사장
- 대한농민총연맹 중앙총본부 부위원장
- 대한독립청년단 중앙홍보부 부단장
- 현대일보창간 주간 겸 총무국장
- 대한반공단 중앙총본부 부관장
- 대한계몽협회 부회장
- 제2대 국회의원

## 역대 선거 결과
|  | 100.00% |

|  | 25.34% |